# Rumpler C.IV
Il Rumpler C.IV fu un aereo da ricognizione monomotore biplano sviluppato dall'azienda aeronautica tedesco imperiale Rumpler Flugzeugwerke GmbH negli anni dieci del XX secolo e prodotto, oltre che dalla stessa, anche dalla Pfalz-Flugzeugwerke GmbH su licenza e che darà origine ad una variante identificato come Pfalz C.I.
Evoluzione del precedente Rumpler C.III, dal quale si differenziava principalmente per l'adozione di una diversa motorizzazione, venne principalmente utilizzato dai reparti della Luftstreitkräfte, la componente aerea del Deutsches Heer (l'esercito imperiale tedesco), durante la prima guerra mondiale, prestando inoltre servizio nei reparti aerei dell'Impero ottomano, della Federazione Svizzera e, dopo il termine del conflitto, nel Regno dei Serbi, Croati e Sloveni.

## Storia del progetto
La continua e veloce evoluzione tecnologica che interessò l'aviazione durante la prima guerra mondiale costrinse i contendenti ad adeguare i propri mezzi alle capacità altrui ed i tedeschi, che già dovevano affrontare il fuoco dell'artiglieria contraerea sul fronte occidentale, furono costretti a scontrarsi con la caccia nemica equipaggiata con modelli sempre più efficienti e letali. Il successo ottenuto dalla Rumpler con il C.I, primo modello C-Typ, così com'erano indicati i ricognitori biposto armati dalle convenzioni Idflieg originariamente sviluppato dall'azienda nel 1914, aveva suggerito, appena fossero diventati disponibili motorizzazioni di potenza più elevata, di svilupparne un modello capace di prestazioni più elevate. Dopo che il modello successivo, identificato come C.II pianificato ma non realizzato, aveva lasciato il posto, nei tardi 1916, al C.III equipaggiato con un motore 6 cilindri in linea Benz Bz.IV da 200 PS (147 kW) raffreddato a liquido, durante le fasi di sviluppo di quest'ultimo si rese disponibile un motore ancora più potente ed in grado di operare ad una quota di servizio ancora più elevata, caratteristiche necessarie per il profilo di missione nella ricognizione e fotoricognizione aerea.
Lo sviluppo del nuovo modello, che adottava il Mercedes D.IVa da 260 PS (191 kW), venne avviato all'inizio del 1917. Identificato come Rumpler C.IV, riproponeva l'impostazione già utilizzata per i precedenti modelli C-Typ realizzati dall'azienda: struttura in tecnica mista, con fusoliera biposto realizzata in tubi d'acciaio saldati ricoperti da pannellature, con abitacoli separati posizionati in tandem, abbinati ad una velatura biplana con ali leggermente a freccia e carrello convenzionale fisso.
Sottoposto alla valutazione della commissione Idflieg, il modello si rivelò capace di eccellenti prestazioni raggiungendo una quota di servizio difficilmente raggiungibile dai caccia avversari, quindi avviato immediatamente alla produzione in serie.

## Impiego operativo
Il Rumpler C.IV entrò in servizio con i reparti di ricognizione aerea della Luftstreitkräfte dal marzo 1917, rimanendo operativo in prima linea fino al termine del conflitto sul fronte occidentale, sul fronte italiano, in appoggio all'alleato austro-ungarico, ed in Palestina, nel quadro del teatro mediorientale a supporto delle truppe dell'Impero Ottomano. Le caratteristiche del modello permettevano una notevole velocità massima ottenibile ad una tangenza operativa ben oltre i 6 000 m che, nelle missioni di ricognizione e fotoricognizione a lungo raggio permesse dalla grande autonomia, facilitavano l'allontanamento dai pochi modelli avversari in grado di intercettarli.
Al termine del conflitto, in ottemperanza a quanto imposto dal Trattato di Versailles del 1919, la quasi totalità dei velivoli in dotazione all'aviazione militare tedesca venne distrutta o ceduta come risarcimento alle nazioni vincitrici. I Rumpler C.IV furono tra i modelli ceduti al neoistituito Regno dei Serbi, Croati e Sloveni, inoltre un esemplare venne acquisito dalla Federazione Svizzera nel 1920 ed utilizzato dai reparti aerei (Fliegertruppe) dell'Esercito svizzero, rimanendo in servizio fino al 1921.

## Utilizzatori
Germania
- Luftstreitkräfte
- Kaiserliche Marine

 Impero ottomano
- Osmanlı tayyare bölükleri

 Regno dei Serbi, Croati e Sloveni
- Aviacijsko Odeljenje Jugoslovenske Kraljevske Armije

 Svizzera
- Forze aeree svizzere

### Pubblicazioni
- (DE) Hugo Freudiger, Schweizer Luftwaffe - Militärische Kennungen (PDF), in Forze aeree svizzere, 18 novembre 2013. URL consultato il 29 novembre 2013 (archiviato dall'url originale il 3 dicembre 2013).